# Andrea Sarti
Andrea Sarti (Rontano, 1º settembre 1849 – Pistoia, 7 novembre 1915) è stato un vescovo cattolico italiano.

## Biografia
Nacque il 1º settembre 1849 a Rontano, un piccolo borgo del comune di Castelnuovo di Garfagnana

### Formazione e ministero sacerdotale
Conclusi gli studi presso il seminario fu ordinato prete per la diocesi di Massa nel 1872.
Si laureò in teologia e diritto canonico presso la Pontificia Università Gregoriana e insegnò teologia dogmatica e morale in seminario. Dal 30 giugno 1884 per tredici anni ricoprì l'incarico di arciprete della cattedrale di San Pietro e San Francesco di Massa.
Nel 1896 mons. Emilio Maria Miniati lo nominò vicario generale.

### Ministero episcopale
Nel 1897 fu nominato vescovo e iniziò il suo ministero episcopale nella diocesi di Guastalla, venendo poi trasferito alla diocesi di Pistoia e Prato nel 1909.
Furono anni difficili e delicati quelli del suo ministero duranti i quali si impegnò con particolare fedeltà verso il Pontefice, papa Pio X,  del quale cercò di seguire con obbedienza le indicazioni pastorali e disciplinari. 
Dalla Santa Sede ricevette diversi incarichi che lo portarono ad esercitare il suo ministero ben oltre i confini della diocesi; fu nominato visitatore apostolico e consultore per il Catechismo unificato. 
Uomo energico e pragmatico, si distinse nell'azione pastorale e di governo, unendo all'uso degli strumenti consueti della pastorale tridentina un attivismo concreto e penetrante.

## Genealogia episcopale
La genealogia episcopale è:
- Cardinale Scipione Rebiba
- Cardinale Giulio Antonio Santori
- Cardinale Girolamo Bernerio, O.P.
- Arcivescovo Galeazzo Sanvitale
- Cardinale Ludovico Ludovisi
- Cardinale Luigi Caetani
- Cardinale Ulderico Carpegna
- Cardinale Paluzzo Paluzzi Altieri degli Albertoni
- Papa Benedetto XIII
- Papa Benedetto XIV
- Papa Clemente XIII
- Cardinale Marcantonio Colonna
- Cardinale Giacinto Sigismondo Gerdil, B.
- Cardinale Giulio Maria della Somaglia
- Cardinale Carlo Odescalchi, S.I.
- Cardinale Costantino Patrizi Naro
- Cardinale Lucido Maria Parocchi
- Vescovo Andrea Sarti